# Котумба
Котумба (рум. Cotumba) — село у повіті Бакеу в Румунії. Входить до складу комуни Агеш.
Село розташоване на відстані 229 км на північ від Бухареста, 56 км на захід від Бакеу, 129 км на південний захід від Ясс, 103 км на північний схід від Брашова.

## Населення
За даними перепису населення 2002 року у селі проживали 1562 особи, з них 1557 осіб (99,7%) румунів. Усі жителі села рідною мовою назвали румунську.